# Encyclopædia inutilis
Encyclopædia Inutilis est un recueil de onze nouvelles d'Hervé Le Tellier publié en 2001 aux éditions Le Castor astral.

## Résumé
Encyclopædia Inutilis rassemble la vie imaginaire de onze individus, que l'amour inconsidéré des lettres, des mathématiques ou d'un art particulier a fait basculer dans la folie. Le recueil contient des références à Boris Vian ou Roman Jakobson.

## Postérité
L'idée d'une des nouvelles[Laquelle ?], où le docteur Willibald Walter teste sur lui-même la « pilule de l'oubli », sert de base au scénario de Michel Gondry et Pierre Bismuth, pour le film Eternal Sunshine of the Spotless Mind.[réf. souhaitée]